# Henrik Bull
Pour les articles homonymes, voir Bull (homonymie).
Henrik Bull, né le 28 mars 1864 et mort le 2 juin 1953 à Oslo, était un architecte norvégien connu plus particulièrement pour avoir participé à la restauration de la Cathédrale de Nidaros. Parmi ses œuvres les plus célèbres, on trouve le Nationaltheatret, le Musée d'Histoire et le Ministère des Finances.
De 1912 à 1934, il fut le directeur de l'École supérieure des arts industriels et de l'architecture.

## Principales constructions
- Église saint-Paul à Oslo (1889-1892)
- Nationaltheatret (1891-1899)
- Musée d'Histoire (1898-1902)
- Regjeringskvartalet, siège du gouvernement norvégien (1898-1904)
- Banque centrale de Norvège (1915-1921)